# Výška (letectví)
Výška je jeden z nejdůležitějších parametrů letu.
Výšky většinou měříme barometrickým výškoměrem. V každé fázi letu je vhodné používat jiné výšky.
- Pokud nastavíme na výškoměru tlak QNH (tlak na daném letišti přepočítaný na hladinu moře), bude ukazovat nadmořskou výšku – altitude (AMSL – above mean sea level). Na letišti ukazuje výškoměr nadmořskou výšku letiště.
- Pokud nastavíme na výškoměru tlak QFE (tlak na daném letišti), bude ukazovat výšku nad letištěm (AAL – above aerodrome level). Toto nastavení se v dnešní době používá jen výjimečně. Na letišti ukazuje výškoměr nulu.
- Pokud nastavíme na výškoměru standardní tlak QNE – 1013,25 hPa (760 mm Hg), bude ukazovat letovou hladinu (FL – flight level). Letové hladiny se udávají ve stovkách stop (př. FL100 = 10 000 ft). Atmosférický tlak (tím i QNH a QFE) se mění s časem a zeměpisnou polohou. Z toho plyne, že letová hladina není „rovná“, na každém místě má jinou nadmořskou výšku.

Při vzletu, přiblížení na přistání a přistání a letech pod převodní výškou je pro pilota důležitá jeho vzdálenost od země. Proto si na výškoměru nastavuje tlak QNH, který mu předá stanoviště ŘLP. Pro činnost v okolí letiště (v CTR, TMA, ATZ) se používá letištní QNH. Pro přelety mezi letišti se používá oblastní QNH.
Při letu ve velkých výškách již nehrozí nebezpečí srážky se zemí, ale je třeba udržovat vertikální rozestupy mezi letadly. Pokud si všechna letadla nastaví na výškoměru stejný tlak (v tomto případě standardní), a budou udržovat přidělené letové hladiny, budou mít sice během letu různou nadmořskou výšku, ale neustále bude zajištěn bezpečný výškový rozestup mezi nimi.
Standardní tlak se nastavuje po vzletu při prostoupávání tzv. převodní nadmořské výšky, která je pevně daná. V ČR je 5000 ft AMSL. Zpět na QNH se výškoměr přestavuje při proklesávání tzv. převodní hladiny, což je nejnižší použitelná hladina, která je alespoň 1000 ft a méně než 2000 ft nad převodní nadmořskou výškou. Ta však není pevně stanovena, mění se podle aktuálního QNH.
Vrstva mezi převodní výškou a převodní hladinou se nazývá převodní vrstva. Používá se pouze pro přenastavení tlaku, ne pro cestovní let.
Při letech v přízemních výškách se používají výšky nad zemí (AGL – above ground level). Tato výška se nedá měřit barometricky. Měří se radiovýškoměrem nebo pomocí laseru.
Výška se dá měřit také pomocí GPS, tento způsob však není dostatečně přesný.
Jako jednotky výšky se v letectví používají stopy (ft), metry (m) a letové hladiny (FL).